# Konarzewo-Marcisze
Konarzewo-Marcisze es un pueblo de Polonia, en Mazovia.  Se encuentra en el distrito (Gmina) de Gołymin-Ośrodek, perteneciente al condado (Powiat) de Ciechanów. Se encuentra aproximadamente a 5 km al norte de Gołymin-Ośrodek, 15 km al este de Ciechanów, y a 71 km  al norte de Varsovia. 
Entre 1975 y 1998 perteneció al voivodato de Ciechanów.